# Hybomitra nigella
Hybomitra nigella är en tvåvingeart som först beskrevs av Szilady 1914.  Hybomitra nigella ingår i släktet Hybomitra och familjen bromsar. Inga underarter finns listade i Catalogue of Life.